# Epigynopteryx metrocamparia
Epigynopteryx metrocamparia är en fjärilsart som beskrevs av Max Joseph Bastelberger 1908. Epigynopteryx metrocamparia ingår i släktet Epigynopteryx och familjen mätare. Inga underarter finns listade i Catalogue of Life.